# Brassolis
Brassolis ist eine Tagfalter-Gattung der Tribus Brassolini in der Familie der Edelfalter (Nymphalidae), die ausschließlich in der Neotropis vorkommt.

## Merkmale
Die Falter unterscheiden sich stark von denen anderer Brassolini-Gattungen durch ihren kurzen, gestauchten Körper, die kurzen Palpen und einen relativ kleinen Kopf.
Die Raupen ähneln denen großer Würfelfalter, sie haben eine große Kopfkapsel ohne Dornen, hinter der sich der Körper verjüngt. Die Puppen sind gebogen, rund und ähneln damit Dynastor-Puppen, die wiederum Ähnlichkeit mit einem Schlangenkopf besitzen.
Die Raupen leben gesellig in Gespinsten und ernähren sich von Palmengewächsen. An Kokospalmen (Cocos nucifera) können sie als Schädlinge auftreten.
Die Verbreitung reicht von Guatemala bis in das Amazonasbecken, Brassolis isthmia kommt als einzige der vier Arten in Mittelamerika vor.

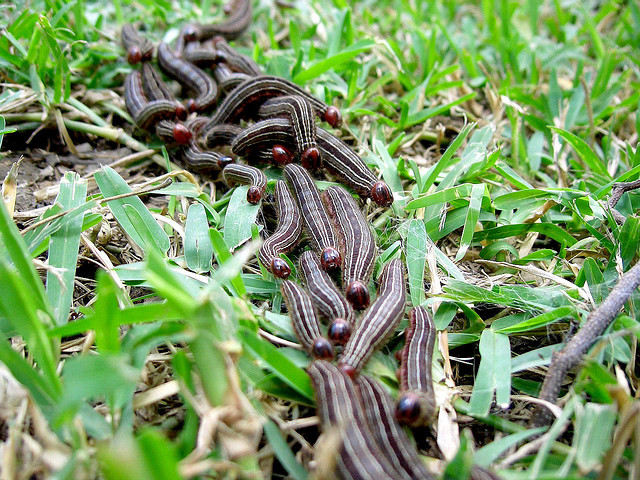
Raupen von Brassolis sophorae

## Arten
- Brassolis astyra
- Brassolis haenschi
- Brassolis isthmia
- Brassolis sophorae